# Касянчук, Константин Викторович
Константин Викторович Касянчук (укр. Костянтин Вікторович Касянчук; род. 24 октября 1979, Киев) — украинский хоккеист, крайний нападающий.

## Карьера

### Карьера игрока
Воспитанник киевской хоккейной школы «Сокол». Профессиональную карьеру начал в киевском ШВСМ, далее «Беркут» и «Сокол». В 2001 году перебрался в Россию и выступал за клуб высшей лиги «Витязь» (Подольск). В сезоне 2003 с клубом «Химик» из Воскресенска выиграл ВХЛ. В 2004 получил приглашение в «Трактор». Летом 2008 года перешёл в московское «Динамо». После окончания контракта в сезоне 2009/10 перешёл в ЦСКА (Москва).
В сезоне 2011/12 в киевском «Соколе» стал лучшим бомбардиром местного чемпионата, набрав 72 очка в 42 матчах. В этом же сезоне признан лучшим игроком ПХЛ. В этом сезоне по итогам голосования хоккейных экспертов (тренера, журналисты, спортивные деятели) во второй раз после 2010 года стал хоккеистом года на Украине.
В сезоне 2012/13 вернулся в КХЛ и снова выступал за московское «Динамо». В сезоне 2012/13 стал обладателем кубка Гагарина. В 2014 выступал за «Буран» (Воронеж), в 2015 за «Неман» (Гродно). В 2016 году завершил карьеру в возрасте 37 лет.
За игровую карьеру работал под руководством Александра Сеуканда (Сокол Киев 1996—2001), Валерия Брагина (Химик Воскресенск 2002—2003), Владимира Вуйтека (Динамо Москва 2008—2009), Геннадия Цыгурова (Трактор Челябинск 2004—2007), Валерия Белоусова (Трактор Челябинск 2009—2010), Андрея Назарова (Трактор Челябинск), Олега Знарка (Динамо Москва 2012—2014). Анатолия Богданова (выступления за сборную Украины).

## Достижения
- Чемпион ВЕХЛ: (1999),
- Лучший нападающий ВЕХЛ (1999),
- Чемпион Украины: (1999, 2005,)
- Хоккеист года на Украине: (2010, 2013),
- MVP чемпионата ПХЛ: (2011-12),
- Чемпион ВХЛ (2006),
- Победитель всемирной студенческой Универсиады (1999),
- Обладатель Кубка Гагарина (2013),
- Чемпион России 2013,
- Обладатель Кубка Континента 2014,
- Лучший бомбардир ЧМ 2010 (группа «В»),
- Чемпион мира (U-20) дивизиона I сезона 1998/1999 в составе молодёжной сборной Украины,
- Чемпион Европы (U-18) 1996, Группа В, в составе юниорской сборной Украины.